# Stenopodidea
Infra-ordre
Les Stenopodidea constituent un infra-ordre de crustacés décapodes.

## Liste des familles
Selon World Register of Marine Species (20 février 2015) :
- famille Macromaxillocarididae Alvarez, Iliffe & Villalobos, 2006 -- 1 genre (monospécifique)
- famille Spongicolidae Schram, 1986 -- 7 genres
- famille Stenopodidae Claus, 1872 -- 4 genres